# امبر جی‌اس
امبر.جی‌اس (انگلیسی: Ember.js) یک کتابخانهٔ متن‌باز جاوااسکریپتی چارچوب نرم‌افزاری تحت وب بر پایهٔ الگوی معماری نرم‌افزاری مدل-نما-کنترل‌گر است. و به توسعه دهندگان اجازه ایجاد برنامه‌های تک صفحه ای مقیاس پذیر را با استفاده از بهترین روش‌های متداول بکارگرفته شده در چارچوب را میدهد.
امبر در وب سایت‌های مشهور بسیاری شامل Discourse، Groupon، Vine، Live Nation, Nordstrom و Chipotle استفاده شده‌است. اگرچه در اصل به عنوان یک فریم ورک تحت وب شناخته می‌شود ولی امکان ساخت برنامه‌های تحت دسکتاپ و موبایل توسط امبر وجود دارد. یکی قابل توجه‌ترین نمونه برنامه‌های دسکتاپ موسیقی اپل برنامه iTunes میباشد.
در نوامبر ۲۰۱۵ میلادی ember-cli بیش از ۲۰۰۰۰۰ بار از مخزن npm دانلود شده‌است.